# Estación Botanique
La estación de metro Botanique (francés) o Kruidtuin (holandesa) es una estación de metro de Bruselas en el segmento norte de las líneas 2 y 6. Se inauguró el 18 de agosto de 1974 y se convirtió en una estación de metro completa el 2 de octubre de 1988. La estación se encuentra bajo el anillo pequeño en Rue Royale / Koningsstraat en el municipio de Saint-Josse-ten-Noode.
El Jardín Botánico Nacional de Bélgica, que da su nombre a la zona y la estación, se trasladó en la década de 1930 al municipio flamenco de Meise, pero el nombre de Le Botanique y el complejo de edificios ubicado en las cercanías todavía se utiliza como sala de conciertos y centro cultural.
- Datos: Q656395
- Multimedia: Kruidtuin/Botanique metro station / Q656395